# Sincos (distrito)
Sincos é um distrito da província de Jauja, localizado do Departamento de Junín, Peru.

## Transporte
O distrito de Sincos é servido pela seguinte rodovia:
- PE-3SB, que liga o distrito de Jauja ao distrito de Sicaya
- PE-24, que liga o distrito de Cerro Azul (Região de Lima) à cidade de Chilca (Região de Junín)[2][3][4]